# THE MARROW OF A BONE
『THE MARROW OF A BONE』（ザ・マロウ・オブ・ア・ボーン）は、日本のバンドDIR EN GREYのメジャー6作目のアルバム。

## 概要
- 前作『Withering to death.』から約2年ぶりとなるアルバム。世界11カ国でほぼ同時期に発売された。
- 初回生産限定盤と通常盤の2仕様で発売。ジャケットの仕様が異なり、初回生産限定盤には、本編の3曲をアレンジしたものを収録したボーナスCDが付属している。
- 実際のレコーディング日程は過酷であったらしく、ファンクラブ限定振替公演や、「THE FAMILY VALUES TOUR」「LOUD PARK 06」の参加、最終的には｢TOUR06 INWARD SCREAM｣と並行しての作業であり、マスタリングまで完成したのは、ツアー先でのことだった。海外ツアーでの経験が新鮮な刺激となり、レコーディングスタジオを一度離れ途中段階で楽曲群を冷静に見つめなおす機会が出来たことで精神的には過去の作品よりはむしろ楽に作れたとメンバーは語っている。[1][2]
- 本作に収録される楽曲のほとんどが、欧州・アメリカの単独公演や野外フェス参戦中にて生まれたものである。会場の直ぐ近くにツアーバスが止まっていることもあってDEFTONESやKORNの楽曲が常に演奏されている環境の中で作曲していたこともあり、その現地のバンドに影響された感は否定できないと語っている。[3]
- 制作にあたっては、間口を狭めて、聞き手に対して「やさしくない」印象を与えながらも、いざ聞いてみると振り幅が広く深い世界観を感じることが出来るような雰囲気を出したかったというイメージがあったらしいが、意外に楽曲を並べてみると聞きやすい印象も感じたとも語っている。[4]
- 『Withering to death.』までのアルバムの違いについて京は、「今までは作品は作品として作り上げていて、ライブはライブとして別物と考えていたが、このアルバムはその両面を合体させたような作品」と語っている。[5]喉のコンディションが良くないという過酷な状況の中、短期間でアルバム全曲通して録ったことが、結果的にこのアルバムのコンセプトに合致したとも言える。
- 意図的に歌詞カードを見難くしている。背景と色が同化し、文字が極小でかすれているため、発売当初、購入者から「印刷ミスではないか」との指摘を多数受けたという。
- 通常盤のジャケットのイメージ画像は、第二次世界大戦のクリミアでの戦場の写真[6]を加工したもの。この写真を展示しているニューヨーク近代美術館のWebサイト上で元の写真が閲覧可能[7]。
- アルバムの発売に伴い『VULGAR』以来となるアルバム限定コンテンツが展開された。楽曲の解説や、様々な関係者からのメッセージ、2007年2月に行なわれたアメリカでのヘッドラインツアーから国内ツアーを追ったブログやコンテスト、限定グッズの販売（現在は終了）、PREMIUM LIVEへの招待（現在は終了）といった様々な企画が催された。

## 収録曲
シングル曲は全てAlbum Version。
| 全作詞: 京、全作曲・編曲: DIR EN GREY。 |                                  |       |             |      |
| #                                       | タイトル                         | 作詞  | 作曲・編曲  | 時間 |
| 1.                                      | 「CONCEIVED SORROW」             | 京    | DIR EN GREY | 4:47 |
| 2.                                      | 「LIE BURIED WITH A VENGEANCE」  | 京    | DIR EN GREY | 2:41 |
| 3.                                      | 「THE FATAL BELIEVER」           | 京    | DIR EN GREY | 3:08 |
| 4.                                      | 「AGITATED SCREAMS OF MAGGOTS」  | 京    | DIR EN GREY | 2:55 |
| 5.                                      | 「GRIEF」                        | 京    | DIR EN GREY | 3:36 |
| 6.                                      | 「凌辱の雨」                     | 京    | DIR EN GREY | 4:01 |
| 7.                                      | 「DISABLED COMPLEXES」           | 京    | DIR EN GREY | 3:54 |
| 8.                                      | 「ROTTING ROOT」                 | 京    | DIR EN GREY | 4:43 |
| 9.                                      | 「艶かしき安息、躊躇いに微笑み」 | 京    | DIR EN GREY | 4:36 |
| 10.                                     | 「THE PLEDGE」                   | 京    | DIR EN GREY | 3:53 |
| 11.                                     | 「REPETITION OF HATRED」         | 京    | DIR EN GREY | 4:31 |
| 12.                                     | 「THE DEEPER VILENESS」          | 京    | DIR EN GREY | 3:44 |
| 13.                                     | 「CLEVER SLEAZOID」              | 京    | DIR EN GREY | 3:12 |
| 合計時間:                               | 合計時間:                        | 49:41 |             |      |

| 全作詞: 京、全作曲・編曲: DIR EN GREY。 |                                  |      |             |
| #                                       | タイトル                         | 作詞 | 作曲・編曲  |
| 1.                                      | 「艶かしき安息、躊躇いに微笑み」 | 京   | DIR EN GREY |
| 2.                                      | 「CONCEIVED SORROW」             | 京   | DIR EN GREY |
| 3.                                      | 「THE PLEDGE」                   | 京   | DIR EN GREY |

### 曲解説
1. CONCEIVED SORROW
アルバムの冒頭には珍しいパワーバラード系の楽曲。2006年夏に日本武道館で行なわれた「TOUR06 INWARD SCREAM」のオープニングにて初披露された。この楽曲の原型は前作『Withering to death.』の制作時から存在していたものの、その当時はまだ完成形には至っていなかった。
2. LIE BURIED WITH A VENGEANCE
全編に渡ってギターの刻みが多用されている。曲展開は当初はもっと様々な展開を含んでいたが、アレンジを重ねていく上で、最終的にはストレートで、凝縮性を研ぎ澄ませたアレンジに行き着いたとのこと[8]。
3. THE FATAL BELIEVER
2006年春に敢行した初のアメリカ公演「Showcase Tour」で初披露され、音源として発表される前から、その後のライブでも常にセットリストに組み込まれていた楽曲。音源発表前のツアーの過程で歌メロは幾度か変化していた。
4. AGITATED SCREAMS OF MAGGOTS
20thシングル。ミキシングが新しくし直されており、ベース音がシングル版より強調されている。
5. GRIEF
アルバム収録の新曲中、PVも制作された楽曲。
6. 凌辱の雨
19thシングルであるが、今作に収録されているのは、アルバム収録のために新たにレコーディングしなおされた再録ヴァージョンとなっている。ドラムの入りのフレーズや、ハモリやファルセットが無くなったヴォーカルなど、シングル版と異なったものとなっている。
7. DISABLED COMPLEXES
ファンク調のセクションから、一転して激しく転調するという二極構成で成り立っている楽曲。「TOUR06 INWARD SCREAM」にて先行披露されていた。
8. ROTTING ROOT
薫のギターリフから始まり、そのまま一定のルーズで低いテンションの中で進んでいくナンバー。
9. 艶かしき安息、躊躇いに微笑み
今作の中でも静かな部類に入る、バラードテイストの楽曲。
10. THE PLEDGE
サビのキーが非常に高く、特に最高部の音程は地声の音域においてはレパートリー中でも屈指のものになっている。
11. REPETITION OF HATRED
リリース後のライブではよく演奏されていた曲であった。現在もライブの本編終盤からアンコールにかけてよく演奏される。
12. THE DEEPER VILENESS
「TOUR06 INWARD SCREAM」で先行披露されていた曲。4曲目と同様全編英詞のみで構成されている。アウトロでは次の曲へと繋がっている。
後に2018年リリースのアルバム『The Insulated World』の完全生産限定盤に再構築されたバージョンが収録されている。
13. CLEVER SLEAZOID
18thシングル。「凌辱の雨」と同じくアルバム収録にあたり再録されている。

Disc 2（初回生産限定盤のみ）
1. 艶かしき安息、躊躇いに微笑み
シンプルにピアノと歌のみをフィーチャーさせたアレンジに仕上がっている。
2. CONCEIVED SORROW
オーケストラをメインに打ち込みを取り入れたアレンジになっている。
3. THE PLEDGE
薫とDieのアコースティックギターをフィーチャーしたアレンジになっている。